# Fort Lapin
Fort Lapin was een fort in het noorden van Brugge dat in 1664 werd gebouwd om de Handelskom, die in hetzelfde jaar gegraven werd, te beschermen. Het fort wordt gerekend tot de Staats-Spaanse Linies, hoewel er op dat ogenblik van Staatse zijde geen gevaar meer te duchten was, aangezien de vrede (in 1648) was getekend en de grenzen waren vastgelegd.
Deze handelskom sloot aan op het van 1618-1622 gegraven kanaal Brugge-Oostende.
Het Fort Lapin lag op de grens van de voormalige gemeenten Brugge en Koolkerke, in de huidige stadswijk Sint-Jozef.
Veel verder terug in het verleden lag op deze plaats een Gallo-Romeinse nederzetting, die omstreeks het jaar 270 door Germaanse indringers werd verwoest. In deze nederzetting was de zoutwinning een bestaansmiddel, terwijl er toen ook een haven was. Omstreeks 1900 werden er resten van een boot opgegraven.
Vandaag is Fort Lapin de benaming van de buurt in het zuiden van de wijk Sint-Jozef waar vroeger het fort gesitueerd was, en van het stuk van de stadsring R30 dat door deze buurt loopt. De in deze buurt gelegen brouwerij Fort Lapin, met de gelijknamige bieren, is eveneens naar het fort genoemd.

## Externe bron
- Onroerend erfgoed

Straten en pleinen in Brugge met een artikel op Wikipedia: